# Sommet de Reykjavik
Le sommet de Reykjavik est une rencontre s'étant déroulée les 11 et 12 octobre 1986 dans le bâtiment Hofdi (en), l'ancien consulat anglais à Reykjavik en Islande. Le sommet réunit Ronald Reagan et Mikhaïl Gorbatchev. Il permet de poser les bases du traité sur les forces nucléaires à portée intermédiaire conclu en 1987, mais échoue à régler totalement la question des menaces nucléaires qui subsistent entre les deux blocs.

## Contexte

### L'Initiative de Défense Stratégique (IDS)
Peu après avoir qualifié l'URSS d'« Empire du mal », Ronald Reagan lance le 23 mars 1983, le programme d'Initiative de Défense Stratégique, baptisé informellement : Guerre des Étoiles est toujours au cœur des tensions entre soviétiques et américains.

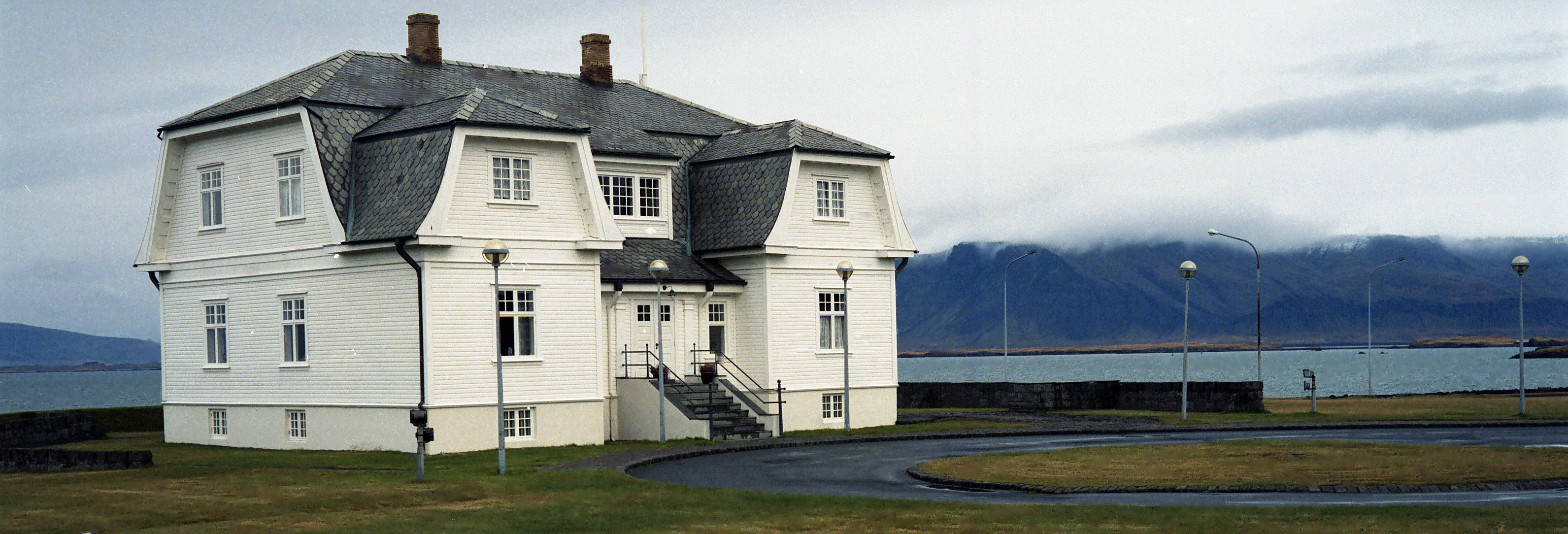
L'ancien consulat anglais à Reykjavik nommé Hofdi où le sommet s'est déroulé.

### Bilan du précédent sommet
Il s'agit de la deuxième rencontre entre le président des États-Unis, Ronald Reagan et Mikhaïl Gorbatchev, le Secrétaire général du Parti communiste de l’Union soviétique, après la rencontre de Genève en 1985.

### Incidence de l'accident de Tchernobyl
Le 26 avril 1986, l'explosion du réacteur no 4 de la centrale nucléaire V.I. Lénine de Tchernobyl, provoque la plus importante catastrophe nucléaire de l'histoire. En l'absence de réaction officielle des autorités soviétiques face à cet événement, les leaders occidentaux, notamment lors du G7 de Tokyo dénoncent le manque de transparence de l'URSS.
Gorbatchev réagit en direct à la télévision, le 14 mai 1986 soit dix-huit jours après la catastrophe. Il joue la transparence en décrivant en détail la catastrophe et ses conséquences, mais dénonce par ailleurs l'« attitude des gouvernements, des responsables politiques et des médias de certains pays de l'OTAN, et particulièrement des Etats-Unis ». Il dénonce l'hypocrisie et les mensonges de ces derniers qui ne semblent pas vouloir avancer sur les propositions soviétique de désarmement nucléaire tout en dénonçant la gestion du nucléaire civil par l'URSS.
Il invite ainsi le président Reagan à se rencontrer dans n'importe quelle capitale européenne ou à Hiroshima, le lieu du bombardement atomique américain pendant la Seconde Guerre mondiale.
La presse occidentale dénonce une faute du leader soviétique en ayant fait un parallèle douteux, entre une catastrophe nucléaire civile et le sujet du désarmement nucléaire militaire.